# Sabellida
Sabellida zijn een orde van borstelwormen uit de onderklasse van de Canalipalpata.

## Families
- Fabriciidae Rioja, 1923
- Sabellidae Latreille, 1825
- Serpulidae Rafinesque, 1815
- Siboglinidae Caullery, 1914

### Synoniemen
- Spirorbidae Chamberlin, 1919 => Spirorbinae Chamberlin, 1919
- Caobangiidae Chamberlin, 1919 => Sabellidae Latreille, 1825
- Eriographidae Malmgren, 1866 => Fabriciidae Rioja, 1923
- Sabellongidae Hartman, 1969 => Sabellidae Latreille, 1825